# آندری ریباکو
آندری ریباکو (بلاروسی: Андрэй Анатолевіч Рыбакоў؛ زادهٔ ۴ مارس ۱۹۸۲) وزنه‌بردار اهل بلاروس است.
وی در مسابقات کشوری و بین‌المللی در مجموع برندهٔ ۳ مدال طلا، ۱ مدال نقره شده‌است.